# 15. Tarnowska Nagroda Filmowa
15. Tarnowska Nagroda Filmowa – odbyła się w dniach 22-26 maja 2001 roku.

## Filmy konkursowe
- Cud purymowy – reż. Izabella Cywińska
- Daleko od okna – reż. Jan Jakub Kolski
- Duże zwierzę – reż. Jerzy Stuhr
- Patrzę na Ciebie, Marysiu – reż. Łukasz Barczyk
- Pieniądze to nie wszystko – reż. Juliusz Machulski
- Pół serio – reż. Tomasz Konecki
- Prymas. Trzy lata z tysiąca – reż. Teresa Kotlarczyk
- Przedwiośnie – reż. Filip Bajon
- Skarby ukryte – reż. Krzysztof Zanussi
- Szczęśliwy człowiek – reż. Małgorzata Szumowska
- Weiser – reż. Wojciech Marczewski
- Żółty szalik – reż. Janusz Morgenstern
- Życie jako śmiertelna choroba przenoszona drogą płciową – reż. Krzysztof Zanussi

## Laureaci
- Nagroda Grand Prix – Statuetka Leliwity: 
  - Patrzę na Ciebie, Marysiu – reż. Łukasz Barczyk

- Nagroda Jury Młodzieżowego – Statuetka Kamerzysty: 
  - Życie jako śmiertelna choroba przenoszona drogą płciową – reż. Krzysztof Zanussi

- Nagroda publiczności – Statuetka Maszkarona: 
  - Daleko od okna – reż. Jan Jakub Kolski

- Nagroda specjalna jury:
  - Maja Ostaszewska – za kreacje aktorskie w filmach Patrzę na Ciebie, Marysiu i Prymas. Trzy lata z tysiąca
  - Piotr Wojtowicz – za zdjęcia do filmu Prymas. Trzy lata z tysiąca
  - Małgorzata Szumowska – za scenariusz filmu Szczęśliwy człowiek

- Nagroda specjalna jury młodzieżowego:
  - Michał Lorenc – za muzykę do filmu Przedwiośnie